# 当代犹太文献中心
当代犹太文献中心（Center of Contemporary Jewish Documentation）由艾萨克·施奈尔索恩在1943年创立，旨在为后世保留纳粹在二战期间的罪证。该中心原坐落于法国格勒诺布尔，后因“自由法国”运动又迁至巴黎，存在至今。
当代犹太文献中心的目标包括但不限于研究及出版犹太相关文献、查明并追寻纳粹战犯、为纳粹受害者寻求补偿措施，以及保存犹太人大屠杀（尤其是涉及法国犹太人的事件）相关文献档案等。中心还致力于收集和传播犹太人大屠杀的历史讯息。

## 背景
纳粹在二战期间制定了一项应急措施：如果《最终解决方案》计划失败，将摧毁所有方案相关的所有记录。海因里希·希姆莱在对一位党卫队官员陈述中说到，《最终解决方案》将是“一个永远不会被人记载的辉煌篇章。” 
在德国销毁记录顺利进展的同时:14，法国当局也没有去刻意保留犹太人大屠杀的相关文献；一部分原因在于当时法国政府的国家保密政策，另一部分是政府当局为了避免罪责（详见维希法国）。法国警察局在自由法国运动期间摧毁了几乎所有关于逮捕和驱逐犹太人的重要档案。二战前，法国犹太人人口约为30万人；二战结束后，法国仅有不到战前一半的犹太人人口。战争中带来的物理及精神上的创伤使很多犹太人改信基督教，并改称法国人的名字；犹太仪式（包括割礼）也少了很多。
许多犹太人只是想忘记二战中沉痛的历史并淡入法国社会之中；正是在这种背景下，极少数犹太人站出来想要收集和保存犹太人遭受迫害的相关记录，以免这一悲惨的历史被人遗忘。

## 建立初期
在战争结束之前，艾萨克·施奈尔索恩认为世界需要一个能记录犹太人被迫害的整个过程的资料中心，因此在他位于格勒诺布尔的比扎内的地盘上召集了40位来自犹太组织的代表，并将当时作为意大利殖民地的法国比扎内设为文献中心。如果此事在战争结束前暴露，死刑是无法避免的，而事实上，有一小部分参与者在法国解放前因此事牺牲。 在1994年晚期，文献中心转移到了法国巴黎，并重命名为当代犹太文献中心（Center of Contemporary Jewish Documentation）。
当代犹太文献中心的目标是通过收集大量资料去记录受到迫害和牺牲的法国犹太人，研究歧视性法律、恢复被没收的犹太人财产、记载犹太人的苦楚与光辉事迹以及公众看法，如政府机构对事件的态度及感想等。
由于多重原因，当代犹太文献中心早期的努力只获得了有限的回报。其一，为了保证记录的真实性，许多参与记录者虽亲身经历了大屠杀，但并没有经过职业教育，因此其非专业的记录方法经常被历史专家所排斥；其二，由于早期史料编纂都会倾向于记录行凶者的种种恶行，而忽视了受害者的经历，所以与其说是记录“历史”倒不如说是追溯“回忆”；其三，中心早期集中发行基础资源和幸存者证词，但忽略了对学术界吸引更大的事件分析与解释；其四，施尼尔森想要当代犹太文献中心成为犹太大屠杀在世界上唯一的资料库——如在1951年时，由于波力可夫擅自在该中心以外的地方发表了一篇文献，其内部随后便发生了激烈的争执。然而，早期收集的基础资料为后来犹太大屠杀的史料编纂打下了根基，之后的纽伦堡审判（The Nuremberg trials）使它首次登上了世界的舞台。

## 迁址巴黎
在1944年法国解放以后，当代犹太文献中心随后迁居巴黎，在1956年的时候又调动到了位于巴黎第四行政区的马莱，与犹太烈士纪念堂并肩而立。2004年时，文献中心开始翻新与扩大，加入了会议厅以及展览厅等新功能。

### 早期出版物
20世纪40年代，当代犹太文献中心出版的早期刊物不甚流行。由于曝光率有限，财务回报微乎其微。泊里雅科夫在1951年出版的新书《收获仇恨》(Bréviaire de la haine)，作为第一本介绍种族屠杀的著作，第一次开始获得了更广泛的读者群。这本著作也开始改变了人们对于犹太人大屠杀真实性怀疑的态度。然而，当代犹太文献出版的书籍刊物仍然没有很大的影响力。 

### 早期回响
在犹太文献建立的初期，大多数文献都来自纳粹德国的档案。法国及德国境内的种族迫害和屠杀最早可以追溯到1894年的德雷福斯事件，并在维希法国和纳粹德国时期愈演愈烈。然而，这个“法国人对犹太人大屠杀也有罪”的论调却与当时法国的公众情绪背道而驰。法国人乃至整个世界普遍认为德国人应对所有的种族迫害负责，而法国人仅仅是无辜的受害者。维希法国被法国人认为是一种极大的耻辱；因此，法国社会逃避关于维希法国的讨论以避免戳伤旧伤。 由于当时的法国社会和公众情绪对于法国有罪论的抵触情绪，当代犹太文献中心几乎以地下方式运作。波利亚科夫在他的回忆录中称，即使他只是简单地在作品中陈述“种族灭绝”这个词，也被认为当时的法国政府判定为“不适合出版”。

### 期刊
当代犹太文献中心于1945年开始出版期刊，期间多次更换期刊名。期刊从1945年4月到1946年1月名为《当代犹太文献中心公报》(Bulletin du Centre de Documentation Juive Contemporaine)，共印刷8期，却没有公开出售。1945年9月，施尼尔森向法国新闻部长申请许可，将期刊更名为《当代犹太文献中心期刊》 (Revue du Centre de Documentation Juive Contemporaine) 并再次印刷出版。1946年7月，《世界报》更名为《犹太世界》(Le Monde Juif, Jewish World)，每月出版24页，约有1500名订户。《犹太世界》于1995年更名为《关于犹太人大屠杀的历史杂志-犹太世界”》(“Revue d'Histoire de la Shoah – Le Monde Juif”, Journal of the History of the Shoah–Jewish World），又于2005年更名为《屠杀浩劫》（la Shoah de la Shoah）。

## 战犯审判
当代犹太文献中心的主要任务之一是将战争罪犯绳之以法。该中心在纽伦堡运作，并参与了多次行动，其中最著名的案例是阿道夫·艾希曼 、克劳斯·巴比和莫里斯·帕蓬。

### 纽伦堡审判
1945年十一月，纽伦堡审判开始。斯彻涅孙派刚刚加入当代犹太文献中心的里昂·波利亚科夫和其助手约瑟夫·比利格去纽伦堡当专家研究员，波利亚科夫和比利格在没有专业训练的情况下创立了二战犹太人史学。审判中许多文件被送回当代犹太文献中心并成为该中心档案的核心。该中心的档案也用于法国战后其他战争罪审判，比如克劳斯·巴比审判与马里斯·巴本审判。中心也揭发了另外一个重要的文件证据：1944年把伊齐厄难民犹太儿童送进奥斯威辛集中营并将其屠杀的命令原文。
与20世纪60年代前没有犹太人大屠杀研究的普遍看法相反，当代犹太文献中心早在四五十年代就已活跃，但中心的研究没有被历史学家广泛记载并几乎完全不为公众所知。1961年的艾希曼审判以电视广播的形式终于引起了世界对犹太人大屠杀的注意，1987年在里昂拍摄下来的巴比审判再次把二战历史带到了报纸和公共意识的头版，两场审判都使用了中心维护的历史档案。

### 阿道夫·艾希曼
1961年4月11日，阿道夫·艾希曼在耶路撒冷接受审判，全世界的媒体蜂拥而至。这次审判旨在令公众了解历史战争的影响并认识有关犹太人大屠杀的事件。艾希曼被判处死刑，并于1962年4月1日实施。

### 克劳斯·巴比
克劳斯·巴比是盖世太保的一名成员，因为曾在法国里昂对包括男性、女性和儿童在内的法国囚犯实施过虐待而被称为“里昂屠夫”。 他负责逮捕法国抵抗运动成员让·莫林，并下达了将伊齐厄孤儿院的儿童驱逐出境的命令。他因1942年至1944年在里昂犯下的罪行而被通缉。
巴比在1983年被逮捕后引渡返回法国。1987年5月11日，他在里昂接受审判，并被法院破例允许对其进行拍摄。
当代犹太文献中心向法国法院提供了一份有关巴比驱逐儿童出伊齐厄的关键文件的副本，因此巴比被判终身监禁，并于1991年在狱中自然死亡。 

## 1970-1980
1970年以前，大部分关于法国的犹太人大屠杀的文献及研究都来自于当代犹太文献中心。1970年至1980年期间，除该中心以外，大部分相关于犹太人大屠杀的文献均来自于国外，比如美国、加拿大和德国。

### 纪念碑与纪念馆
当代犹太文献中心旨在保存相关文献并对其进行研究，以此来让世人铭记犹太人大屠杀这一历史悲剧。

#### 无名犹太烈士纪念馆
自第一次世界大战以来，法国就存在着纪念无名士兵的传统。为了让人们记住这些烈士，施奈尔森在当代犹太文献中心增加了一座纪念墓；该纪念墓于1956年10月落成。无名犹太烈士纪念馆(Mémorial du martyr juif inconnu)也由当代犹太文献中心资助建成。这个纪念馆是纪念法国犹太人大屠杀的重要场所。
2005年，当代犹太文献中心和未知犹太烈士纪念馆合并，更名为犹太人大屠杀纪念馆（Mémorialde la Shoah）。该馆于2005年1月27日开放。

#### 德朗西纪念馆
在德国纳粹占领的时期，被驱逐到集中营的犹太人和其他种族的人民会短暂拘留于德朗西集中营。从1942年到1944年，约有63,000名犹太人被拘留在这个拘留营并被送往东部前线的死亡集中营。
德朗西纪念馆的土地由德朗西市政厅捐赠，由犹太人大屠杀记忆基金会资助。该纪念馆为巴黎的主馆的附属馆。
犹太人大屠杀纪念馆于2012年9月21日在德朗西开馆。法国总统弗朗索瓦·奥朗德在开馆仪式为纪念馆揭幕。

## 引用
1. 1 2 3 4 5 6  .   [2016-09-14]. （原始内容存档于2016-04-17）.
2. 1 2 3 4 5 6  Bensoussan, Georges. David Bankier; Dan Mikhman , 编. . Berghahn Books: 245–254. 2008  [2015-03-15]. ISBN 9789653083264.
3. 1 2  Robert Rozett; Shmuel Spector (编). . Routledge. 2013-11-26  [2015-03-15].
4. ↑  . Encyclopedia of Jewish History and Culture Online.   [2019-07-06].
5. 1 2  Klarsfeld, Serge. . New York: New York University Press. 1996. ISBN 9780814726624. LCCN 96031206. OCLC 35029709.p. xiii
6. ↑  Office of the United States Chief of Counsel For Prosecution of Axis Criminality (编). .  (PDF) 4. Washington D.C.: US Government Printing Office. 1946: 563–564  [2015-04-02]. （原始内容 (PDF)存档于2007-11-04）. I also want to talk to you, quite frankly, on a very grave matter. Among ourselves it should be mentioned quite frankly, and yet we will never speak of it publicly. … I mean the clearing out of the Jews, the extermination of the Jewish race. … Most of you must know what it means when 100 corpses are lying side by side, or 500 or 1,000…. This is a page of glory in our history which has never been written and is never to be written…
7. ↑  Bankier, David.; Mikhman, Dan. . New York: Berghahn Books https://www.worldcat.org/oclc/301705978. 2009. ISBN 9789653083264. OCLC 301705978. 缺少或|title=为空 (帮助)
8. 1 2  Jockusch, Laura. . Oxford University Press. 2012-10-11. ISBN 9780199764556. doi:10.1093/acprof:oso/9780199764556.001.0001. as quoted in Jockusch, Laura. . academia.edu.   [2015-03-15]. （原始内容存档于2018-09-18）.
9. 1 2 3 4  Mazor, Michel; Weinberg, David, , Berenbaum, Michael; Skolnik, Fred  (编), , Gale Virtual Reference Library 4 2, Detroit: Macmillan Reference USA: 547, 2007  [2019-12-15], （原始内容存档于2018-06-29）
10. ↑  Poznanski, Renée.  [Creation of the Center of Contemporary Jewish Documentation in France (April 1943)]. Vingtième Siècle. Revue d'histoire (Presses de Sciences Po.). 1999, 63 (63-1): 51–63 [First published 1943]  [2015-03-16]. ISSN 1950-6678. doi:10.3917/ving.069.0161. （原始内容存档于2010-07-17） （法语）.
11. ↑  . . Cambridge, MA and London, England: Harvard University Press. ISBN 9780674188150.
12. ↑  Poliakov, Léon.  [Harvest of Hate: the 3rd Reich and the Jews]. Liberté de l'esprit. Calmann-Lévy. 1951. ISBN 9782702151747. OCLC 10176060.
13. ↑  Arendt, Hannah.  [Harvest of Hate: The Third Reich and the Jews, by Léon Poliakov]. commentarymagazine.com. Calmann-Lévy. 1952-03-01  [2015-03-16]. ISSN 0010-2601. OCLC 488561243. （原始内容存档于2012-01-15）. Léon Poliakov's excellent book on the Third Reich and the Jews is the first to describe the last phases of the Nazi regime on the basis, strictly, of primary source material. This consists chiefly of documents presented at the Nuremberg Trials and published in several volumes by the American government under the title Nazi Conspiracy and Aggression, These volumes contain, in addition to captured Nazi archives, a considerable number of sworn reports and affidavits by former Nazi officials. Mr. Poliakov, with a reasoned obstinacy, tells the story as the documents themselves unfold it, thus avoiding the prejudices and preconceived judgments that mar almost all the other published accounts.
14. ↑  Poliakov, Léon.  [Musicians Inn]. Paris: Mazarine. 1981: 178. ISBN 9782863740729. OCLC 461714504 （法语）. as cited in p247 of Bensoussan, Georges. David Bankier; Dan Mikhman , 编. . Berghahn Books: 245–254. 2008  [2015-03-15]. ISBN 9789653083264.
15. ↑  Centre De Documentation Juive Contemporaine; Afoumado, Diane.  [1946-2006: 60 Years In the History of a Journal] (PDF). Revue D'histoire De La Shoah (Paris: Memorial De La Shoah). 2006, (185 (July–December 2006)): 485–518  [May 2, 2015]. ISSN 1281-1505. OCLC 492951152. （原始内容存档于October 19, 2007） （法语）.
16. 1 2  . Haaretz.com. Amos Schocken. 2015-01-21  [2015-03-18]. （原始内容存档于2015-01-21）. [G]roundbreaking American film producer Milton Fruchtman... was given the job of televising the so-called "Trial of the Century" in Jerusalem in 1961. The broadcasts lasted for over four months and were shown in 56 countries. ... [The] televised trial "became the world's first ever documentary series, and in the process changed the way people saw the Second World War," Laurence Bowen, the films's producer, told BBC. "It was the first time many people had ever heard the story of the Holocaust from the mouths of the victims. So it had a huge impact historically, but it also was a huge event in terms of television." ... [Fruchtmann] said, "In the end every German television station showed segments of the trial each evening. Children who had not learned about the Nazis in school heard about the war for the first time."
17. ↑  Lives in the Law, http://www.press.umich.edu/175524 （页面存档备份，存于） Austin Sarat, Lawrence Douglas, and Martha Umphrey, editors, U. Michigan Press, ISBN 978-0-472-03161-0, p215-232 France and Trials for Crimes Against Humanity by Annette Wieviorka
18. ↑  Saxon, Wolfgang. . The New York Times. 1991-09-26  [2015-03-19]. （原始内容存档于2012-11-08）. Klaus Barbie died a prisoner yesterday in Lyons, the French city where he led a reign of terror as the local Gestapo chief during World War II. The last surviving German war criminal of rank to be tried by a tribunal of justice, he was 77 years old and had been in poor health for years.
19. ↑  Paxton, Robert O. . Knopf. 1972. OCLC 247184.
20. ↑  Hansen, Andrew. . French Today. 2009-04-10  [18 September 2013]. （原始内容存档于2009-04-12）.
21. 1 2  .   [2015-03-16]. （原始内容存档于2013-04-28）.
22. 1 2   [Inauguration of the Drancy Shoah Memorial]. FondationShoah.org. Fondation pour la Memoire de la Shoah. 2012  [2015-03-19]. （原始内容存档于2015-03-18）. Ven. 21 sept. 2012 -Le Président de la République, François Hollande, a inauguré le Mémorial de la Shoah à Drancy, un nouveau lieu d'histoire et d'éducation situé face à la Cité de la Muette.